# Matías Maidana
Matías David Maidana (n. 9 de marzo de 1987 en Adrogué) es un futbolista argentino, se desempeña como defensor central o lateral derecho. Actualmente juega en la Comisión de Actividades Infantiles de Comodoro Rivadavia. Es hermano del también exfutbolista Jonatan Maidana.

## Clubes
| Club                               | País      | Año           |
| ---------------------------------- | --------- | ------------- |
| Boca Juniors                       | Argentina | 2007 - 2008   |
| Los Andes                          | Argentina | 2008 - 2009   |
| Linense                            | Brasil    | 2009 - 2012   |
| Berazategui                        | Argentina | 2012 - 2016   |
| Cañuelas                           | Argentina | 2016 - 2019   |
| River Plate                        | Paraguay  | 2020          |
| Cañuelas                           | Argentina | 2021-2022     |
| Berazategui                        | Argentina | 2022-2023     |
| Comisión de Actividades Infantiles | Argentina | 2023-presente |